# Station Śródborów
Station Śródborów is een spoorwegstation in de Poolse plaats Otwock.